# Bromuro di alluminio
Il bromuro di alluminio è il sale di alluminio dell'acido bromidrico.
Esiste sia in forma anidra (AlBr3), sia in forma idrata (AlBr3 · 6H2O).
In forma anidra a temperatura ambiente il bromuro di alluminio si presenta come dimero Al2Br6.
Il riscaldamento provoca la scissione dei dimeri in monomeri secondo la reazione:
Al2Br6  → 2 AlBr3        ΔH°diss = 59 kJ/mol
favorita dalle alte temperature.
Il composto si idrolizza violentemente a contatto con l'acqua, sviluppando un precipitato bianco di idrossido di alluminio e vapori corrosivi di acido bromidrico.

## Caratteristiche
Data la bassa differenza di elettronegatività tra alluminio e bromo, tra i due elementi si instaurano legami covalenti polari e non ionici. Non potendosi formare una struttura cristallina ionica, le temperature di fusione ed ebollizione sono relativamente basse rispetto, per esempio, a quelle dei bromuri di metalli alcalini.

## Produzione
La tecnica di produzione più impiegata è la sintesi diretta a partire dai suoi elementi, bromo e alluminio, secondo la reazione estremamente esotermica:
2 Al  +  3 Br2  →   Al2Br6
Tuttavia, data la pericolosità dei copiosi vapori di bromo prodotti, a livello didattico si preferisce fare reagire il metallo con acido bromidrico:
2 Al  +  6 HBr  →   Al2Br6  +  3 H2

## Utilizzi
Il bromuro di alluminio può essere utilizzato come catalizzatore per la reazione di Friedel-Crafts. Tuttavia, per il suo costo minore e il simile potere catalitico, si preferisce utilizzare allo scopo il cloruro di alluminio.